# Betraktom väl de helga bud
Betraktom väl de helga bud är en budordspsalm i tolv verser i 1695 års psalmbok som där är tillskriven Haquin Spegel som upphovsman. Eventuellt är det fråga om en ny översättning av Martin Luthers psalm Dies sind die heil'gen Zehn Geboth med tidigare svensk översättning Desse äro de tio bud 1536 av Olaus Petri eller Laurentius Petri Nericius.
Melodin i 1697 års koralbok förefaller ej vara besläktad med melodin som används till Dies sind die heil'gen Zehn Geboth (1697, nr 1).

## Publicerad i
- Den svenska psalmboken 1694 som nummer 4 under rubriken "Tijo Gudz Bud".[1]
- 1695 års psalmbok som nr 3 under rubriken "Catechismus författad i Sånger."
- Luthersk psalmbok nummer 757 med titeln "Hör här de helga tio bud"